# Pseudosynagelides yorkensis
Espèce
Pseudosynagelides yorkensis est une espèce d'araignées aranéomorphes de la famille des Salticidae.

## Distribution
Cette espèce est endémique du Queensland en Australie.

## Description
La carapace des mâles mesure de 0,99 à 1,10 mm de long et l'abdomen de 0,95 à 1,15 mm et la carapace des femelles mesure de 1,20 à 1,25 mm de long et l'abdomen de 1,25 à 1,50 mm.

## Étymologie
Son nom d'espèce, composé de york et du suffixe latin -ensis, « qui vit dans, qui habite », lui a été donné en référence au lieu de sa découverte, la péninsule du cap York.

## Publication originale
- Żabka, 1991 : Salticidae (Arachnida: Araneae) of Oriental, Australian and Pacific regions, VII. Mopsolodes, Abracadabrella and Pseudosynagelides-new genera from Australia. Records of the Australian Museum, vol. 30, p. 621-644 (texte intégral).